# 富顺县
富顺县是中华人民共和国四川省自贡市下辖的县，县治为富世镇，历史悠久，全县面积1602.92平方公里，人口为107.71万人；是四川20个百万人口大县之一。古代“富世县”一名来源自古代出盐最多一口“富世盐井”；有“千年古县、才子之乡、豆花之城”的美誉。

## 历史
北周天和二年（567年）将富世盐井周边地区，设雒原郡及所辖富世县。唐代贞观二十三年（649年）将其更名为富义县。北宋乾德四年（966）将其升格与州同级的富义监，境域从原来的1000平方公里扩大到了3000平方公里。太平兴国元年（976年）改名富顺盐监。元世祖至元十二年（1275年）改富顺盐监为富顺安抚使司，至元二十年（1283）升为富顺州。明洪武四年（1371）降州为富顺县。
民国二十四年（1935年），隶于四川省第七行政督察区。
1949年12月4日，中国人民解放军由泸州进驻富顺县赵化镇，次日上午10时，中国人民解放军前锋部队在东街过沱江，进入富顺县城，富顺解放。12月18日，富顺县人民政府成立。1983年3月，该县正式由自贡市管辖。

## 人口
根據第七次人口普查數據，截至2020年11月1日零時，富順縣常住人口為722073人。
2011年，全县人口为107.71万人。

## 地理
富顺县位于四川盆地南部，介于东经104°40'-105°15'，北纬28°55'-29°28'之间。县位于沱江下游，并将富顺县分城为东湖、富世二镇。东接内江市隆昌县，西接自贡市沿滩区，北与自贡市大安区和隆昌县接壤。

## 气候
富顺属亚热带湿润季风气候，四季分明，温和多雨，因四川盆地地理响，终年多雾，年平均气温18℃，常年降雨量1,058mm，日照率1,275小时，无霜期355天。

## 行政区划
富顺县下辖3个街道办事处、16个镇、1个乡：
富世街道、邓井关街道、东湖街道、琵琶镇、狮市镇、骑龙镇、代寺镇、童寺镇、古佛镇、永年镇、兜山镇、板桥镇、福善镇、李桥镇、赵化镇、安溪镇、飞龙镇、怀德镇、长滩镇和龙万乡。

## 交通
- 348国道过境。

## 风景名胜
- 青山岭森林公园
- 富顺文庙
- 富顺西湖

## 特产
富顺豆花蘸水、富顺香辣酱：中国地理标志产品。